# Batalla de San Marcial (1522)
Batalla de San Marcial o batalla del Monte Aldabe. La villa de Fuenterrabía había sido tomada el 18 de octubre de 1521 por fuerzas navarras con apoyo de tropas francesas en nombre del rey Enrique II de Navarra dentro de la guerra italiana, en un intento de recuperar el Reino de Navarra conquistado en 1512 por tropas castellanas. El castillo de Behobia fue abandonado por el ejército navarro y, cuando iba a ser volado, fue tomado por las tropas castellanas y guipuzcoanas.
Según Esteban de Garibay, cronista de Carlos V:

Aunque la Villa de Fuenterrabia era poseída de franceses, el castillo de Behobia  habiéndole cobrado de su poder por la orden sobredicha, estaba por Alcaide el dicho Capitán Ochoa de Asua, con algunos soldados, los más de ellos jubilados por ser de edad. Los franceses, deseaban tomar a su poder el castillo de Behobia, porque además del daño y estorbo que en el Paso Real de Francia para estos reinos les causaba, sentía a aprobio, que teniendo ellos Fuenterrabia, viese tornado a poder de los españoles media legua de aquella Villa esta fortaleza, guardada con tan poca gente, por la espalda y a favor que los naturales de Irún Uranzu, en cuyo distrito cae aquella fortaleza, les hacían.

El 28 de junio de 1522, las tropas navarras con labortanos y mercenarios alemanes intentan pasar el Bidasoa en dos gabarras, para transportar artillería pesada para el sitio del castillo. Pero son obligados a retirarse por los defensores del castillo y gente de Irún. Se dirigen río arriba y, a la media noche y a un cuarto de legua del castillo, vadean el río sin llevar la artillería pesada y se instalan en lo alto del monte Aldabe, que domina el castillo. Quedan los franceses en lo alto del monte mientras los alemanes bajan con la artillería para atacar el castillo, que resiste.
Se encontraban en Irún los capitanes Juan Pérez de Azcue, natural de Fuenterrabía, y Miguel de Ambulodi, vecino de Irún y natural de Oyarzun, que estaban en Irún con 400 soldados, de los cuales 24 iruneses, que al ver el peligro que corría el castillo, se dirigen a San Sebastián para informar al Capitán General Beltrán II de la Cueva y Toledo, primogénito del II duque de Alburquerque. Este disponía de menos de 2000 soldados y de 200 hombres de caballería para la defensa de San Sebastián, por lo que se resiste ante la dificultad de la empresa. Los capitanes le dicen que, si él no puede, ellos atacarán a las tropas navarras en defensa de su hogar, ante lo que el capitán general accede a acompañarlos hacia Irún, con casi toda su tropa de infantería y 150 de caballería. Los capitanes Azcue y Ambulodi consiguen reunir a 1500 hombres del lugar 

Para esta sazón ya la gente de la tierra de las compañías del suelo de los dichos dos Capitanes Azcue y Ambuloide, y los demás de la tierra de Irún y Oyarzun y Rentería que los unos y los otros sin las gentes de D. Beltrán serian obra de mil quinientos hombres: estaban grande animo congregados.

Para engañar al enemigo, Mosén Pedro de Hirizar, clérigo y vecino de Rentería, reúne a 400 mozos y mujeres y, por la noche, con las 400 teas encendidas pasa por el camino real desde el cruce de los caminos de Oyarzun y Rentería hacia Irún. Esto hace que los franco-navarros crean que el ataque va a venir desde Irún. Pero mientras tanto, los Capitanes Azcue y Ambulodi, con las tropas locales, atacan a los franceses, a los que encuentran desprevenidos. En la refriega hay algunos muertos y unos 30 prisioneros, dándose a la fuga el resto de los franceses.
El capitán Ambulodi, una vez informado D. Beltrán, que se encontraba Saroya de Aguinaga, marchó con 400 hombres de las milicias locales a reconocer las tropas alemanas, mientras D. Beltrán, con sus hombres, se dirigía a la piedra llamada Aldave. Ambulodi, al romper el alba, mató a los centinelas alemanes y lanzó un ataque con sus ballestas, que produjo varios muertos. Los alemanes, al ver que eran tan pocos, fueron a atacarles, mientras los iruneses se retiraban monte arriba, donde les esperaban refuerzo al mando del Capitán Lope de Irigoyen, de Irún, que al ver cerca a los alemanes, les atacó con ballestas y espingardas. En este ataque murieron el jefe de los alemanes, señor de la casa de Sant Martin y el Alférez abanderado alemán. Viéndoles caer, al sentirse atacados desde la cima y al darse cuenta de que los franceses habían huido, se retiraron.
Según Esteban de Garibay (cronista del emperador Carlos I):

fueron muertos más de dos mil y ocho cientos alemanes, así por las armas como ahogados en el río bidasoa, queriendo huir a Francia, y con ellos murió su Coronel. Los que a vida quedaron siendo hasta setecientos alemanes, hicieron junto al castillo un escuadrón, tan cerrado, que ningún podía llagar a romperlos, aunque el Alcaide del Castilla jugaba con la artillería, hasta que el General D. Beltran descendiendo de la casa de Aldave, los rompió con la caballería y fueron luego presos todos. Todo esto se hizo antes de que el sol saliese, siendo cosa muy de notar, que en la batalla donde hubo tanta efusión de sangre, que solo un español muriese, el cual aún no fue muerto de los enemigos, sino de los suyos, pensando ser enemigo, por haberse vestido las ropas de un alemán de los muertos. También murió un hombre de armas ahogado en el río vidasoa, por tener el caballo desbocado. Sucedió también otro notable caso, que un soldado castellano, de oficio zapatero, llamado Pedro Ladrón siendo muy desbocado y blasfemo, fue herido de una bala de espingarda en la lengua, que fue juzgado por divina permisión, aunque la herida no fue mortal.

Martín de Anguería aporta datos más modestos y quizás más reales. Los mercenarios alemanes se encontraban en ambos ejércitos, donde los hermanos Beltrán y Luis de la Cueva y Toledo comandaban tropas propias con mil alemanes y gentes naturales de Guipúzcoa. Sí constata la recuperación de cuatro cañones por los castellanos y la prisión de trescientos alemanes. Las escaramuzas más importantes se dieron después de la batalla de San Marcial, algo silenciado por los cronistas del emperador Carlos I.
Esta batalla se dio previamente al cerco del castillo de Maya y al de Fuenterrabía y justo un año después de la sangrienta batalla de Noáin.
El monte Aldabe es conocido desde entonces como monte San Marcial. En celebración de dicha victoria se celebra desde 1522 el día de San Marcial una procesión a la ermita erigida en honor del santo, por mandado de Beltrán de la Cueva, duque de Alburquerque, tal y como dejó ordenado en su testamento.